# Dahana Hiligodu
Dahana Hiligodu is een bestuurslaag in het regentschap Nias Utara van de provincie Noord-Sumatra, Indonesië. Dahana Hiligodu telt 1604 inwoners (volkstelling 2010).